# Свети Николай (Влашка Блаца)
„Свети Николай“ (на гръцки: Αγίου Νικολάου) е православна църква в градчето Влашка Блаца (Власти), Егейска Македония, Гърция, част от Сисанийската и Сятищка епархия.
Църквата е най-старият храм в градчето. Построен е през 1761 година. Разположена е в източната част на селото, в близост до местността Карадолакас. Представлява базилика с притвор и женска църква с големи пейки, където е било разположено и първото училище на Блаца по време на османската власт. Северната част на двора е използвана като гробище, успоредно със Свети Атанасий извън селото.
Според традицията големият резбован иконостас е донесен от бежанци от Москополе, избягали във Влашка Блаца в 1769 година, след разгрома на града от албанците. По-вероятно е обаче иконостасът да е изработен от майстори от района на Грамос – Москополе.